# Krzyżowniczka
Krzyżowniczka, krzyżownik (Crucianella L.) – rodzaj roślin z rodziny marzanowatych. Obejmuje 30 gatunków. Występują one w basenie Morza Śródziemnego – w południowej Europie (na tym kontynencie rośnie 8 gatunków) i północnej Afryce oraz w zachodniej Azji, na wschodzie sięgając po Iran, Afganistan, Kirgistan i Kazachstan.
Rośliny te rosną w suchych siedliskach, w miejscach widnych, piaszczystych, kamienistych i skalistych, zarówno nad brzegami mórz, jak i w górach.

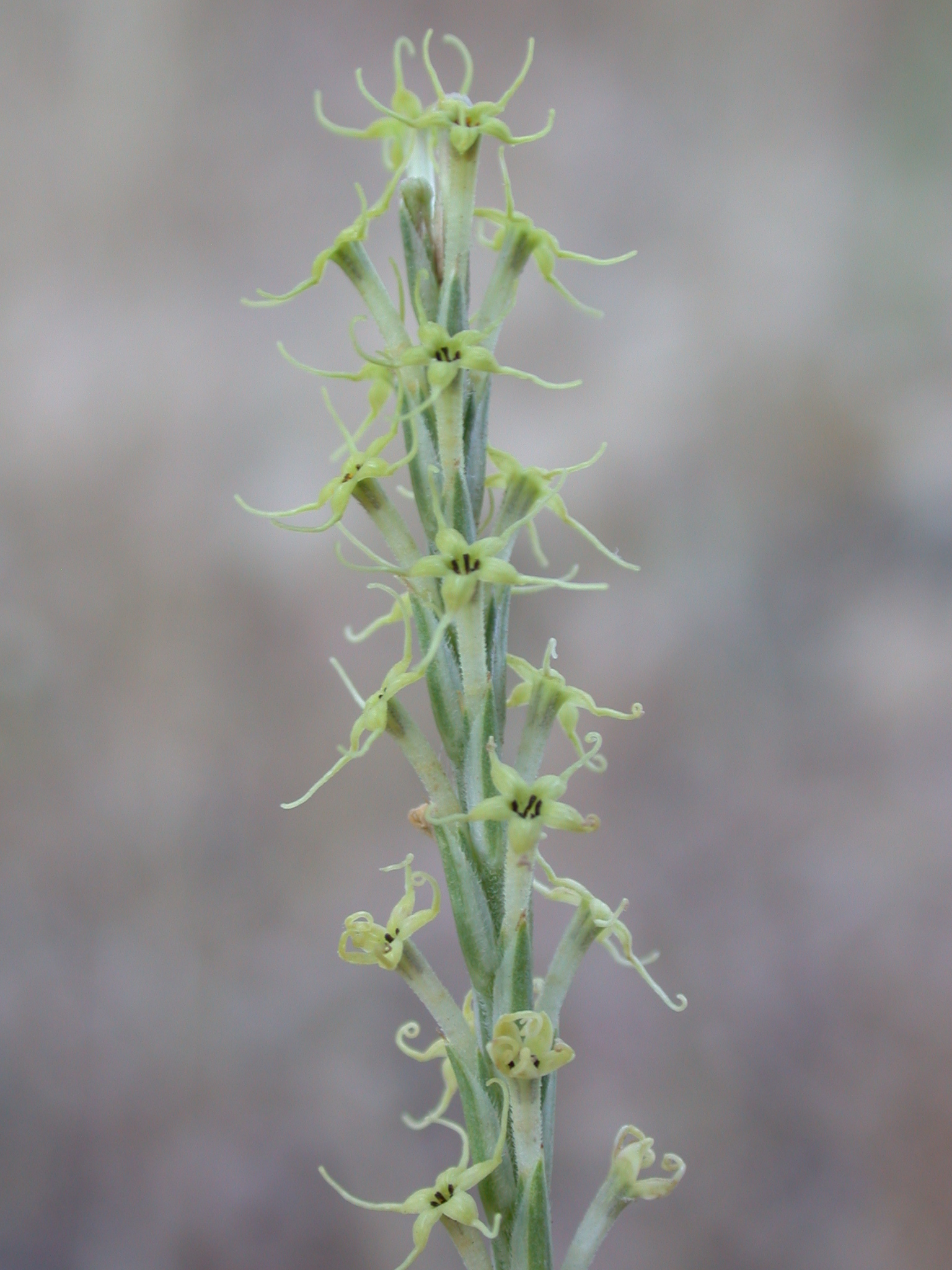
Kwiatostan Crucianella macrostachya

## Morfologia
PokrójRośliny roczne i byliny, zielne i drewniejące u nasady. Pędy i ich rozgałęzienia długie, cienkie, zwykle czworokątne.
LiścieDolne wyrastają w okółkach po 4–8, z nitkowatymi przylistkami, górne naprzeciwległe, bez przylistków. Blaszka zwykle równowąska do lancetowatej, rzadziej owalna do jajowatej.
KwiatyZebrane w kłos szczytowy, z węzłów wyrastają pojedynczo, są siedzące lub krótkoszypułkowe, wsparte dwiema przysadkami. Kielich jest zredukowany, czasem brak go zupełnie. Korona wąskorurkowata, na końcu z 4–5 łatkami, często odgiętymi i zakończonymi szczecinką, barwy różowej lub niebieskawej. Pręcików jest 4–5, zakończonych równowąskimi pylnikami. Zalążnia ścieśniona. Szyjka słupka dwudzielna, o nierównych ramionach zakończonych główkowatymi znamionami, zwykle wystającymi z korony.
OwoceRozłupnie rozpadające się na dwie jednonasienne rozłupki, nagie i zwykle wąskojajowate, rzadko kulistawe.

## Systematyka
Pozycja systematyczna

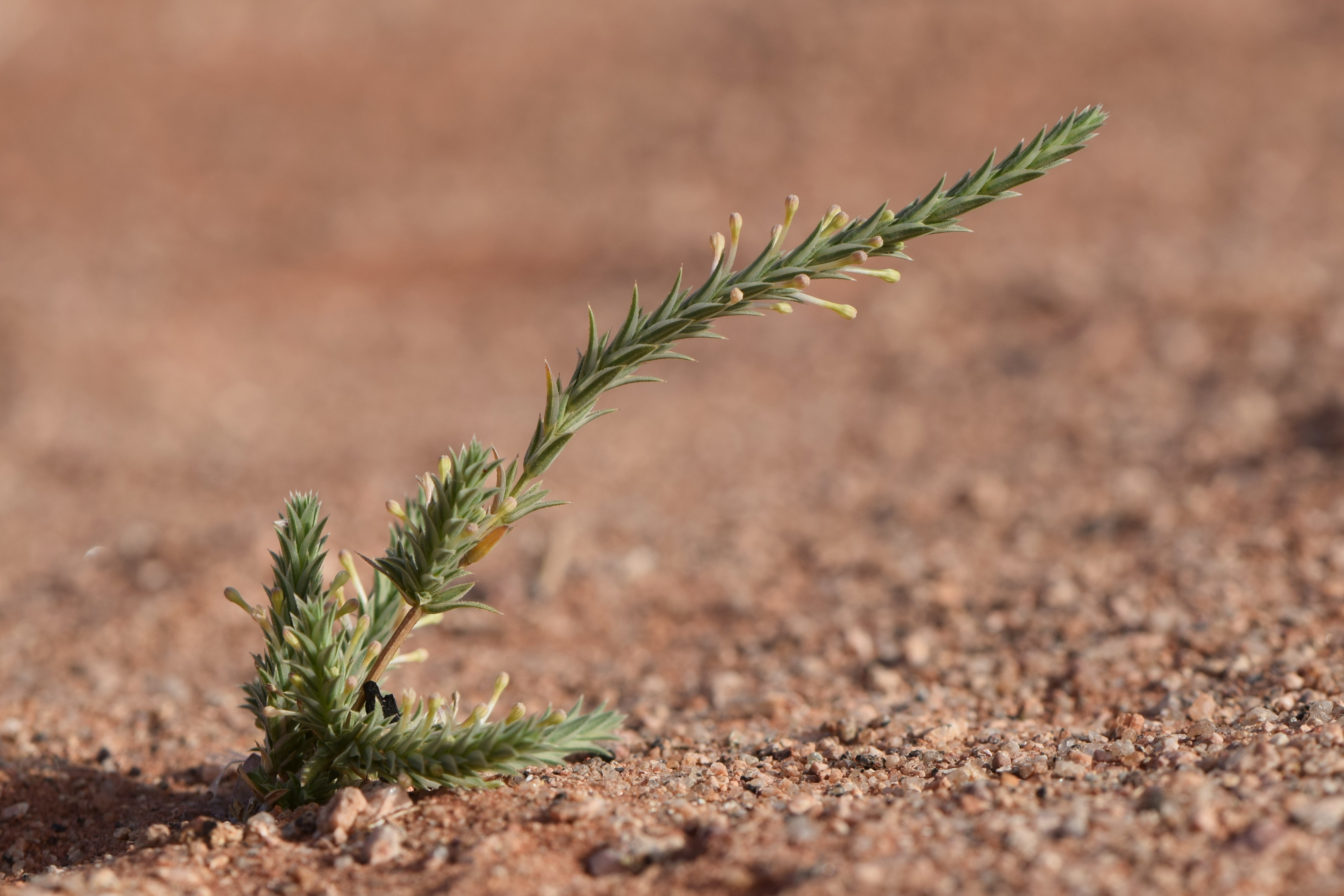
Crucianella membranacea

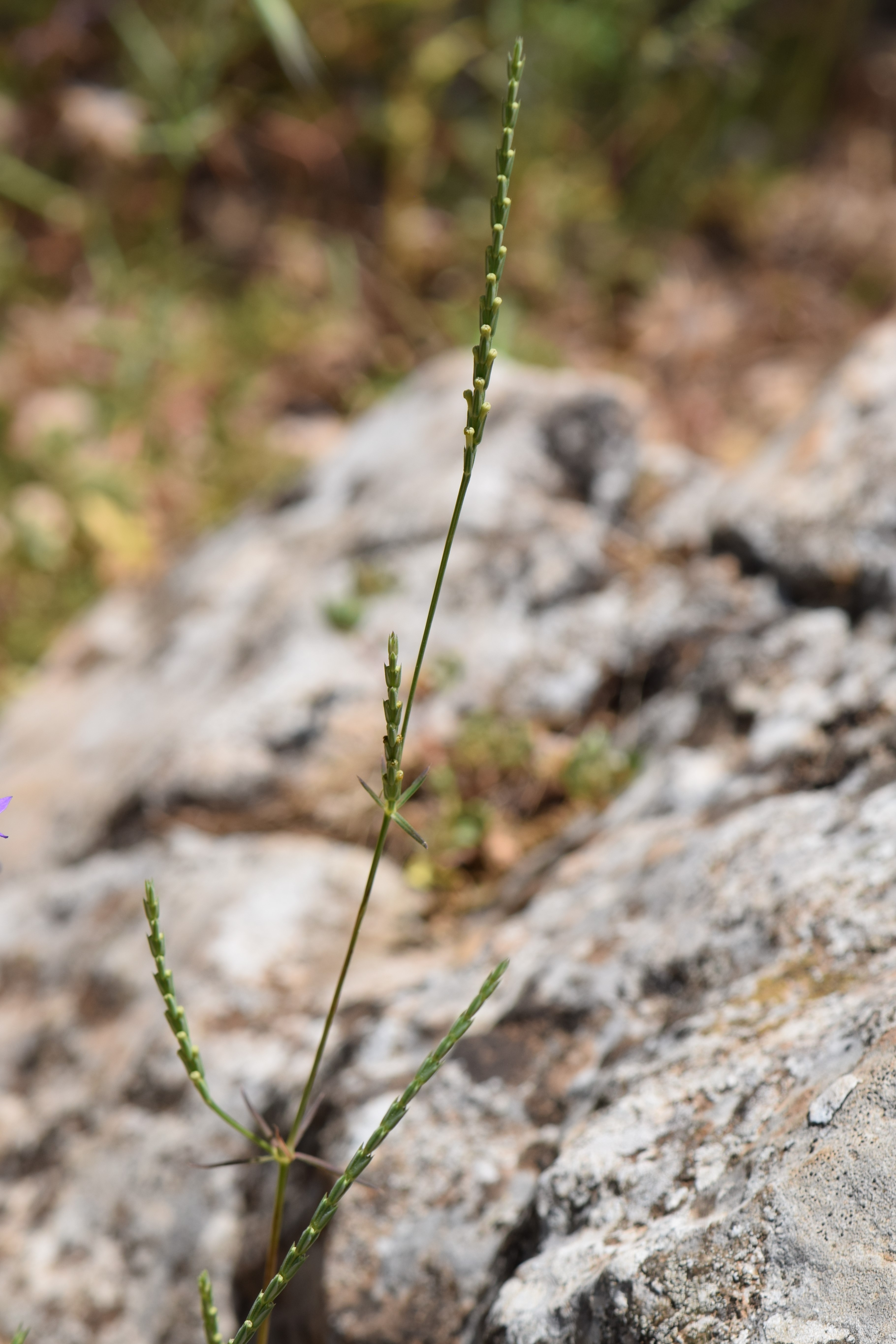
Crucianella latifolia

Rodzaj z rodziny marzanowatych (Rubiaceae), a w jej obrębie zaliczany jest do podrodziny Rubioideae i plemienia Rubieae. Rodzaj jest siostrzany względem grupy obejmującej sekcję Cruciana z rodzaju marzanka Asperula i rodzaj kozłówka Phuopsis. Bazalną pozycję dla tej grupy zajmuje rodzaj Callipeltis, ale cały klad jest zagnieżdżony w gradzie obejmującym różne sekcje rodzaju Asperula i Galium.
Wykaz gatunków
- Crucianella aegyptiaca L.
- Crucianella angustifolia L. – krzyżowniczka wąskolistna[5]
- Crucianella arabica Schönb.-Tem. & Ehrend.
- Crucianella baldschuanica Krasch.
- Crucianella bithynica Boiss.
- Crucianella bucharica B.Fedtsch.
- Crucianella chlorostachys Fisch. & C.A.Mey.
- Crucianella ciliata Lam.
- Crucianella disticha Boiss.
- Crucianella divaricata Korovin
- Crucianella exasperata Fisch. & C.A.Mey.
- Crucianella filifolia Regel & Schmalh.
- Crucianella gilanica Trin.
- Crucianella graeca Boiss.
- Crucianella hirta Pomel
- Crucianella imbricata Boiss.
- Crucianella kurdistanica Malin.
- Crucianella latifolia L.
- Crucianella macrostachya Boiss.
- Crucianella maritima L.
- Crucianella membranacea Boiss.
- Crucianella parviflora Ehrend.
- Crucianella patula L.
- Crucianella platyphylla Ehrend. & Schönb.-Tem.
- Crucianella sabulosa Korovin & Krasch.
- Crucianella schischkinii Lincz.
- Crucianella sintenisii Bornm.
- Crucianella sorgerae Ehrend.
- Crucianella suaveolens C.A.Mey.
- Crucianella transjordanica Rech.f.